# Bitwa pod Haliczem (1221)
Bitwa pod Haliczem (1221) – starcie zbrojne, które rozegrało się pomiędzy koalicją ruskich książąt wspieranych przez Połowców a siłami węgiersko-polskimi dowodzonymi przez wojewodę Filię. 

## Bitwa i oblężenie
Koalicja ruskich książąt, dowodzona przez Mścisława Mścisławowicza, uformowała dwie główne grupy bojowe, wspierane przez oddziały Połowców. Siły węgiersko-polskie rozmieściły się w dwóch liniach bojowych, z węgierskimi oddziałami Filii wspieranymi przez haliczan na jednym skrzydle oraz Polakami na drugim. Bitwa rozpoczęła się od uderzenia Polaków, które zmusiło oddział Włodzimierza Rurykowicza do odwrotu. Jednak w decydującym momencie, dzięki atakowi Połowców i powrotowi części ruskich oddziałów, Mścisławowi udało się przechylić szalę zwycięstwa. Węgierskie i polskie siły zostały rozbite, a wojewoda Filia dostał się do niewoli.
Po zwycięstwie Mścisław przystąpił do oblężenia Halicza, w którym schronili się królewicz węgierski Koloman wraz z żoną Salomeą. Po krótkim oporze, pozbawiona zapasów wody załoga poddała miasto. Mścisław, w geście humanitarnym, dostarczył wodę oblężonym, co przyczyniło się do kapitulacji. Zdobycie Halicza oraz ujęcie Kołomana i Salomei było znaczącym triumfem koalicji ruskiej, a wydarzenie to miało istotny wpływ na dalszy przebieg walk o sukcesję w regionie.